# Epiblema absconditana
Epiblema absconditana es una especie de polilla del género Epiblema, familia Tortricidae.
Fue descrita científicamente por Laharpe en 1860.

## Distribución
Se encuentra en Italia.